# Svarta pyramiden
Svarta pyramiden, även kallad Amenemhet är mäktig (Amenemhet is Mighty) är en pyramid  i Dahshur i Egypten cirka 40 kilometer söder om centrala Kairo. Den var ursprungligen 75 meter hög, byggd i lersten och täckt av kalksten; idag återstår enbart ruiner av lerstenarna vilket gör att pyramiden framstår som svart silhuett mot himlen vilket är anledningen till dess namn Svarta pyramiden. Det var farao Amenemhat III som under Egyptens tolfte dynasti, omkring 1991–1783 f.Kr, lät bygga pyramiden i närheten av Röda pyramiden och Vita pyramiden.

## Bilder

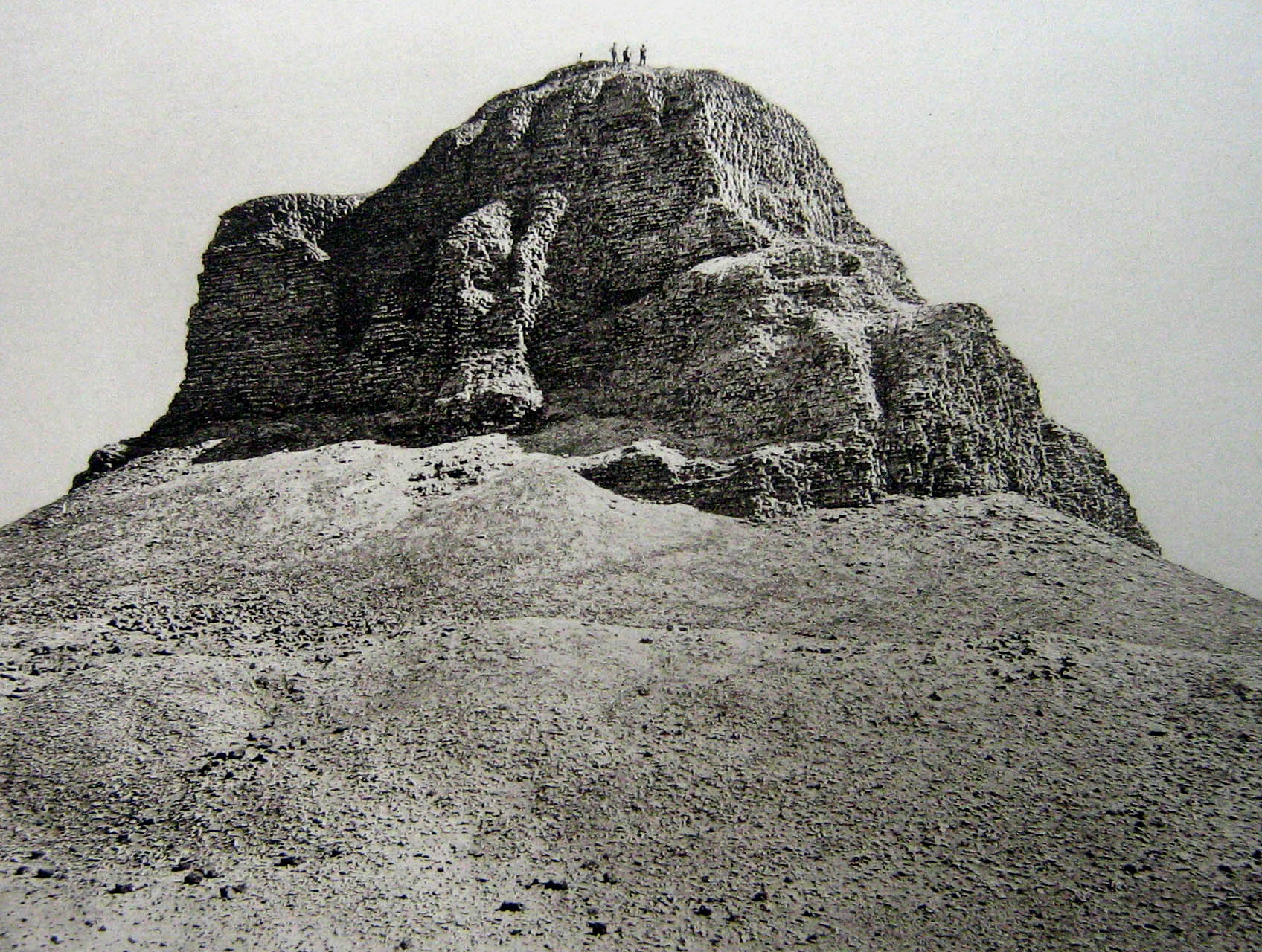
Svarta pyramiden, foto från 1895.
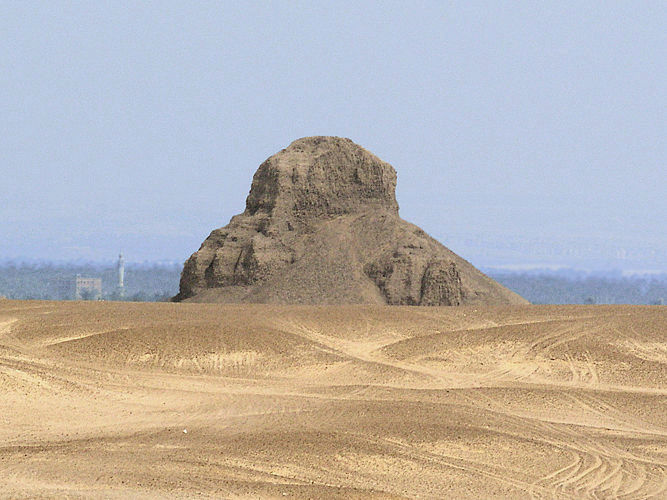
Pyramiden
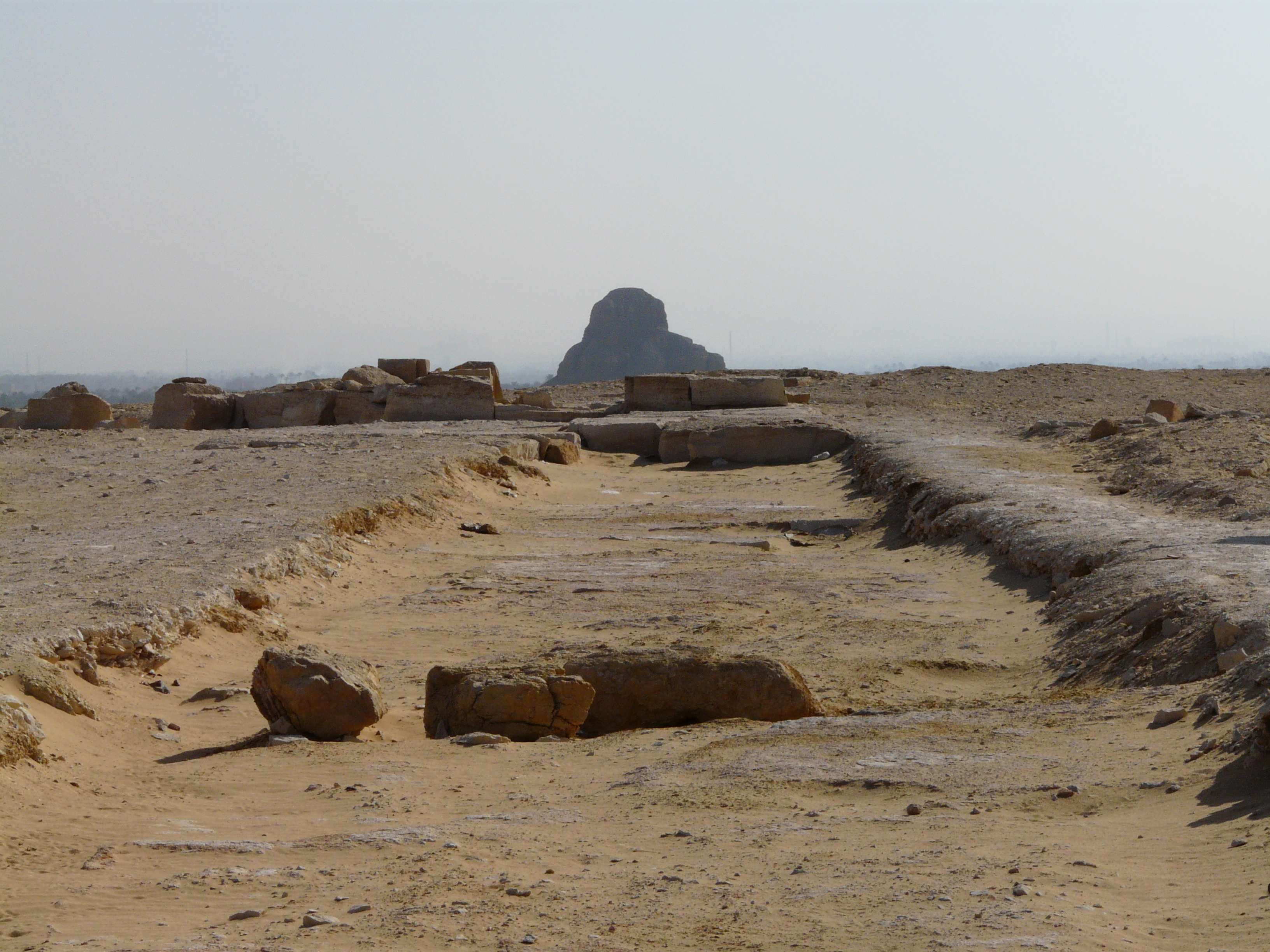
Pyramiden på avstånd

- Wikimedia Commons har media som rör Svarta pyramiden.